# Очирту-Цецен-хан
Очирту-Цецен-хан (монг. Очирт Сэцэн хан; ум. прибл. 1676—1680 гг.) — ойратский правитель (тайши, впоследствии хан) хошутов.

## Биография
Старший сын хана Байбагаса, племянник Гуши-хана. После смерти отца стал главой алашаньских хошутов. Долгое время между Очирту и его братом Аблаем шла борьба за отцовское наследство, прекращённая во многом стараниями их сыновей Галдамы и Цагана. Был женат на дочери джунгарского правителя Батур-хунтайджи; другими женами были дочь торгутского Хо-Урлюка Уде-Агас и Доржи-Рабдан. С 1640 года стал соправителем Джунгарского ханства, принимал активное участие в подготовке Степного уложения. Впервые отправил своих послов с подарками к цинскому двору в 1647 году. В 1657 году, вслед за другим своим дядей Гуши, получил от Далай-ламы V титул «Цецен-хана» и первое время признавался старшим ханом среди ойратов.

Французский иезуит Филипп Авриль писал об Очирту-Цецен-хане следующее: 
Калмыки занимают всю обширную страну между Монголами и Волгою до самой Астрахани. Они разделены на бесчисленное множество орд, из коих каждая управляется своим ханом. Главный из вех сих ханов называется Очиуртихан (Otchiourti-han), и он гордится происхождением от славного Тамерлана. Он весьма силен и заставляет платить себе дань Москвитян и Узбеков, без чего он разорил бы их земли. Говорят также, что он живет великолепно, одевается в платье только белого цвета и ест из золотой посуды. Мы видели в Москве Французского офицера, посещавшего шатер сего хана близ Астрахани, когда он приходил со ста тысячами Калмыков требовать дани, и он подтвердил нам все, что рассказывали о великолепии хана, кроме того, что не видел он у него ни серебряной, ни золотой посуды.
В 1669 году грозил татарскому царевичу Кучуку, находившемуся под его покровительством, выдать его русским, если он не прекратит своих набегов на российские владения и не вернёт русских пленных. 
В 1671 году узнав о усобице Кундулен-Убуши и Аблая, предпринял успешный поход на север, разгромил и подчинил своей власти улусы Кундулен-Убуши, его сына Доржи и торгутских и дербетских тайшей. Среди захваченных пленников оказался торгутский тайши Шукур-Дайчин, дядя Аблая и дед Аюки. Очирту-Цецен-хан отправил престарелых Дайчина и Кундулен-Убуши в «почетную ссылку» в Тибет, где они скончались.
Был пленён в ходе междоусобной войны Галданом в 1676 году и вскоре умер на реке Биджийн-Гол. Жена Очирту Доржи-Рабдан после этого бежала к Аюке.

## Предсказание Цецен-хана
Баргу бураты в российском подданстве будут; хойты — в хивинском; мои же родственники в тибетском и китайском, а меня разорят в соседстве находящиеся зюнгары; сами же зюнгары в хивинском ли или в китайском подданстве останутся, точно предсказать не могу; а Дайчинговы потомки торгуты, как находятся в тесном месте, сами собою жить недолго будут, а останутся в российском или другом каком варварском подданстве.Габан Шараб. Сказание о дербен-ойратах (1737)